# Elisabeth Bonetsmüller
Elisabeth Bonetsmüller (* 26. März 1907 in München; † 15. Mai 1987 ebenda) war eine deutsche Leichtathletin, die in den späten 1920er-Jahren erfolgreich war. 
Die damals 1,65 m große und 57 kg schwere Athletin startete für den TSV 1860 München.

## Leistungen
In ihren Spezialdisziplinen, dem Hoch- und dem Weitsprung, kam sie im Jahr 1927 unter die Top Ten der Weltbestenliste:
- 1,52 m, erzielt am 19. Juni in München (Platz 6)
- 5,41 m, erzielt am 31. Juli in Rottach-Egern (Platz 10)

Im gleichen Jahr wurde sie Deutsche Meisterin im Hochsprung vor Eva von Bredow. Es folgten zwei Vizemeisterschaften in den Jahren 1928 und 1929. 
Im Jahr 1928 nahm sie an den Olympischen Spielen in Amsterdam teil. Sie schaffte zusammen mit 19 anderen Athletinnen, darunter von deutscher Seite Inge Braumüller und Helma Notte, die geforderte Qualifikationshöhe von 1,40 m, konnte sich danach aber nicht mehr steigern und kam auf den 18. und letzten Platz.